# Rolf Zuckowski
Rolf Zuckowski (Hamburg, 12 mei 1947) is een Duits zanger, songwriter en muziekproducent. Vooral zijn muziek voor kinderen maakte hem bekend.

## Loopbaan
Zuckowski begon zijn loopbaan in de jaren zeventig als singer-songwriter. Zijn schrijftalent bracht hem in beeld bij muziekuitgeverijen. Aan het eind van de jaren zeventig en begin van de jaren tachtig richtte hij zich steeds meer op de productie van kinderalbums. Vervolgens werd hij een vaste waarde voor RTL, waarvoor hij zich toelegde op televisie en films. Ook bouwde hij zijn catalogus voor kindermuziek en -entertainment verder uit.
Voor volwassenen schreef hij liedjes die hijzelf en allerlei artiesten op de plaat zetten. Voorbeelden van andere artiesten zijn Peter, Sue & Marc, Peter Maffay, Pepe Lienhard, Nana Mouskouri, Helene Fischer en Florian Silbereisen. Daarnaast verschenen er ook vertalingen van zijn werk in het buitenland, zoals in Jij daar, in de radio van Hank B. Memphis (Henk Bemboom, vertaling van Du da im Radio). Cindy van Peter, Sue & Marc verscheen in 1977 nogmaals op de A-kant van een single van The Cats. Meerdere kinderliedjes van hem zijn klassiekers geworden waar meerdere generaties kinderen in Duitsland mee opgroeiden. Tot zijn bekendste liedjes behoren Wie schön, dass du geboren bist en  In der Weihnachtbäckerei.
Hij werd een groot aantal malen onderscheiden, waaronder in 2008 met een Echo voor zijn gehele oeuvre. Zijn albums werden vaak onderscheiden met goud.
- Biblioteca Nacional de España: XX1762707
- Bibliothèque nationale de France: cb14147344v (data)
- Gemeinsame Normdatei: 119223279
- International Standard Name Identifier: 0000 0000 7841 209X
- Library of Congress Control Number: no98096314
- MusicBrainz: 60a2a697-21d8-4a32-bdd4-53aaf0f13943
- Nationale Bibliotheek van Tsjechië: pna2005274616
- Nationale Bibliotheek van Polen: a0000002175608
- Réseau des bibliothèques de Suisse occidentale: 02-A005898771
- Système universitaire de documentation: 241779464
- Virtual International Authority File: 85084286
- WorldCat: E39PBJmP7hDXj7Cq4VB9dKpdcP